# 單足龍亞科
單足龍亞科（學名：Elmisaurinae）是近颌龙科恐龍的一科，體型較大、前肢較長、具有頭冠。
在偷蛋龍下目之中，單足龍亞科比早期的偷蛋龍類還要先進，例如尾羽龍；但與偷蛋龍亞科相比，單足龍亞科則較為原始。單足龍亞科的最獨特處是其頭部特徵。單足龍亞科的口鼻部長而特化、上下距離較窄，有延長的齒骨、下頜聯合；而偷蛋龍亞科的口鼻部則較短。已知最古老的化石，僅發現身體骨骼部分，後肢修長，腳踝骨頭癒合（類似擬鳥龍，擬鳥龍可能也屬於此亞科），尾部相當短，可能具有尾縱骨（類似天青石龍）。單足龍亞科的整體外形可能類似現代澳洲鴕鳥。

## 分類
長期以來，偷蛋龍科的內部分類仍有爭議。大部分研究將偷蛋龍類分為：近頜龍科、偷蛋龍科，而偷蛋龍科再分成：雌駝龍亞科、偷蛋龍亞科；雌駝龍亞科的體型較小、前肢較短、缺乏頭冠，偷蛋龍亞科的體型較大、前肢較長、具有頭冠。某些較原始物種被歸類於近頜龍科，以區別於更進階型的偷蛋龍科。
近年的種系發生學研究提出不同結果，許多近頜龍科的物種，其實親緣關係較接近於有頭冠的偷蛋龍科。近頜龍本身被改歸類於偷蛋龍科的單足龍亞科，而近頜龍科不被認為是有效分類單元，所屬物種多被歸類於單足龍亞科。根據目前分類法，偷蛋龍科包含兩個亞科︰偷蛋龍亞科、單足龍亞科。
在單足龍亞科內，目前只有二到六個種被古生物學家所普遍承認。隨者近年的新發現與新理論，可能高達10個種。近頜龍科過去有非常混淆的分類歷史，這些混淆主要來自於第一個被敘述的纖手龍屬。因為大部分近頜龍科的化石保存狀態並不良好，進而導致鑑定上的錯誤，而纖手龍的不同標本與不同骨頭在過去曾被歸類於許多不同的種。舉例而言，Macrophalangia的腳部化石與纖瘦纖手龍的化石都發現於相同年代的同一地層，後來發現的手部與腳部化石，證實Macrophalangia與纖瘦纖手龍的相同動物。
；而近年發現的部分頭骨、手部、腳部化石，證實纖手龍與近頜龍也可能是同種動物。

### 種
單足龍亞科目前包含三個屬、六個種。然而，因為文雅單足龍與纖手龍都被發現於北美洲的同一地點，而離亞洲的稀罕單足龍非常遠，所以某些古生物學家認為文雅單足龍是纖手龍的一個異名。亞洲近頜龍屬起初被列於近頜龍科，但牠們可能更為原始，分類位置位於近頜龍超科之內，而不屬於單足龍亞科與偷蛋龍亞科。此外，Maryańska、Osmólska、與Wołsan等人認為有尾綜骨的偷蛋龍類天青石龍，屬於單足龍亞科。在2010年的ㄧ個研究，則提出體型巨大的巨盜龍也屬於偷蛋龍科。
單足龍亞科包含以下各種：
- 纖瘦纖手龍（Chirostenotes pergracilis）：第一個被發現的單足龍亞科恐龍。起初僅有兩個手部與一個部份前臂被敘述。許多後來被命名的種都曾被認為是這個種，包含只發現腳部的Macrophalangia canadensis[3][5]。

- 斯氏纖手龍（Chirostenotes sternbergi）：是種更為修長的單足龍亞科恐龍。有些科學家認為文雅單足龍與斯氏纖手龍是同一種動物，因為牠們的體型都比纖瘦纖手龍更為修長、更小。斯氏纖手龍也有可能代表不同性別、較大個體的纖瘦纖手龍[9]。

- 斯氏纖手龍的未命名種（Chirostenotes sp.）：一個可能的新種。化石被發現於蒙大拿州，由一個部份下頜所構成。化石已經被鑑定，但還沒有被命名[6]。

- 稀罕單足龍（Elmisaurus rarus）：除了近頜龍以外，目前已知唯一的亞洲單足龍亞科恐龍。僅發現腳部化石[10]。

- 文雅單足龍（Elmisaurus elegans）：較小的加拿大物種。起初被敘述成似鳥龍的一個種[11]。牠們可能與與斯氏纖手龍是同一種動物[12]。

- Triebold的單足龍亞科標本：一個不出名的可能新屬或新種。化石被發現於南達科他州，目前已有兩個保存狀態極佳的標本。這些標本原本由私人收藏家所有，而且被拿出來拍賣，並被匹茲堡卡內基博物館所買下來。這些標本顯然是種大型物種，有保存良好的頭顱骨，以及類似偷蛋龍科的冠飾。目前正等待公佈正式敘述當中。

- 巨型哈格里芬龍（H. giganteus）：近年發現的物種，鮮少被提及，發現於美國科羅拉多州的上白堊紀地層，與纖瘦纖手龍大約是相同年代[13]。

除了上述三個屬、六個種，以下物種也可能屬於單足龍亞科︰
- 奇特擬鳥龍（Avimimus portentosus）：充滿謎題的偷蛋龍類，常被認為是原始偷蛋龍類。化石發現於蒙古國的耐梅蓋特組（Nemegt Formation）[14]。
- 擬鳥龍的未命名標本（Avimimus sp.）：還沒命名的第二物種發現蒙古國的Iren Debasu組地層，年代更早[14]。
- 可能屬於擬鳥龍的未命名標本（Avimimus? sp.）：化石發現於加拿大亞伯達省的恐龍公園組（Dinosaur Park Formation）與斯科勒德組（Scollard Formation）地層，可能是擬鳥龍的第三個種[14]

## 外部連結
- Overview of Caenagnathidae by Jaime Headden.
- Photo of the Triebold caenagnathid, on display at the Carnegie Museum.
- Skeletal reconstruction of the Triebold specimens.